# 藤井浩明
藤井 浩明（ふじい ひろあき、1927年（昭和2年）8月7日 - 2014年（平成26年）6月21日）は、日本の映画プロデューサー。日本映画プロデューサー協会会員。旧姓は、清水。
約20年間大映で企画を担当し、倒産に伴う退社後は独立プロダクション「行動社」を設立。通算、約200本近い映画の企画・製作に携わり、映画監督の市川崑や増村保造らと組んで多くの作品を生み、市川雷蔵の主演映画や、作家の三島由紀夫の小説の映画化にも尽力した。

## 来歴・人物
1927年（昭和2年）、岡山県で誕生。戦時中の1944年（昭和19年）春に岡山県の笠岡から北海道に渡り、小樽高等商業学校（現・小樽商科大学）に入学し寮生活となったが、篠路村への援農や、幌加内村、一已村での学徒勤労動員の日々を送った。浩明は同宿の友人と文学・音楽・映画の話題に熱中し、休日には深川の映画館で、大映の『無法松の一生』を観に行き感動を覚えた。
その後、群馬県新田郡太田町の中島飛行機小泉製作所に勤労動員となった浩明は、帝大法学部から動員された学生らの中に（すぐ近くの工場寮にいた）、『花ざかりの森』の作者の三島由紀夫がいるという噂を聞いた。浩明自身も書店で見た『花ざかりの森』を知っており、すがすがしいタイトルだと思っていた。終戦後、早稲田大学文学部英文学科に入学した浩明は、講談社の講堂に三島由紀夫が出席する文芸講演会を聴きに行った。浩明は三島の短編『煙草』などを愛読してファンになっていた。
1951年（昭和26年）に早稲田大学を卒業した浩明は、映画会社の大映に入社し、東京撮影所の企画部に配属となった。後から入社した中島源太郎は、浩明の部下となった。源太郎の父は、浩明が勤労動員されていた中島飛行機の創始者中島知久平という奇遇だった。
中島源太郎が愛読し、面白いですよと報告したことで企画を通した『永すぎた春』（1957年封切）の映画化をきっかけに、原作者の三島と親交を持つようになった藤井浩明は、その後も三島原作の『炎上』（1958年封切）、『お嬢さん』（1961年封切）、『剣』（1964年封切）、『獣の戯れ』（1964年封切）、『複雑な彼』（1966年封切）や、三島が俳優デビューした主演作『からっ風野郎』（1960年封切）を企画した。
公私ともに三島と親しくなった藤井は、三島の自主製作映画『憂国』（1966年封切）を共に製作し、俳優出演した『人斬り』（1969年封切）でマネージャー的に三島を補佐した。『炎上』で仕事を共にした映画監督の市川崑とも『鍵』（1959年封切）、『破戒』（1962年封切）など文芸路線の映画を多く製作し、市川雷蔵とも親交を深め、雷蔵発案の『剣』（1964年封切）の企画を共にした。藤井は、大映で助監督から監督へと活躍した増村保造とも組み、多くの映画を企画製作し、1968年（昭和43年）には企画部長、1971年（昭和46年）に取締役企画本部長を歴任した。
1971年（昭和46年）の大映の倒産に伴う退社後は、増村保造と、脚本家の白坂依志夫と共に独立プロダクション「行動社」を設立し『大地の子守歌』（1976年封切）『曽根崎心中』（1978年封切）などを手がけた。また、三島が死んだ1970年（昭和45年）以後も、三島原作の映画『音楽』（1972年封切）、『鹿鳴館』（1986年封切）、『春の雪』（2005年封切）の企画をした。三島が自死する数日前、藤井宅に「いくら遅くてもかけてくれ」と三島からの電話の伝言があり、夜中に映画『憂国』のことを話したのが最後の会話となった。藤井は三島の葬儀で弔辞を読み、その後も遺族と交流した。
2005年（平成17年）8月、かつて三島と共に製作した映画『憂国』の、現存しないと噂されていたネガフィルムが三島の自宅にて発見されていたことが報道された。これは、三島の死の翌年の1971年（昭和46年）に三島夫人の要請により上映用フィルムは焼却処分されたものの、「ネガフィルムだけはどうか残しておいてほしい」という藤井の要望を夫人が密かに聞き入れていて保存されていたものであった。
この『憂国』のネガや資料は既に、夫人が死去した1995年（平成7年）の数年後に三島の息子の平岡威一郎と藤井が一緒に家中を探し、三島邸の倉庫で発見していたもので、2006年（平成18年）にDVD化の運びとなった。藤井は三島が生前、暇が出来たらポルトガルの鄙びた漁村を舞台に映画を作ろうと藤井に話していたことを、2000年（平成12年）の三島没後30年祭の遺影の前で思い出し、その実現も考えていた。
しかし、その思いは叶うことなく、2014年（平成26年）6月21日の午後0時10分、心不全のため東京都内の病院で死去、86歳没。喪主は長男の慶太が務めた。

## 主な企画・製作作品
出典は
〇印は大映東京撮影所、●印は京都撮影所の製作。大映時代のクレジットは、特記以外はすべて「企画」。
- 弾痕街（1955年12月）〇 - 原案・原作
- 十代の反抗（1955年12月）〇
- 高校生卒業前後（1956年3月）〇
- 現金の寝ごと（1956年4月）〇
- 女中さん日記（1956年6月）〇
- あこがれの練習船（1956年10月）〇
- 愛の海峡（1956年10月）〇
- 第三非常線（1956年12月）〇
- 君を愛す（1956年12月）〇
- 朝の口笛（1957年3月）〇
- 哀愁列車（1957年5月）〇
- 永すぎた春（1957年5月）〇
- 誓いてし（1957年9月）〇
- 青空娘（1957年10月）〇
- 穴（1957年10月）〇
- 新婚七つの楽しみ（1958年1月）〇
- 大阪の女（1958年5月）〇
- 渇き（1958年6月）〇
- 巨人と玩具（1958年6月）〇
- 恋を掏った女（1958年6月）〇
- 炎上（1958年8月）●
- 都会という港（1958年9月）〇
- 娘の冒険（1958年11月）〇
- あなたと私の合言葉 さようなら、今日は（1959年1月）〇
- 濡れた瞳（1959年1月）〇
- 都会の牙（1959年2月）〇
- 最高殊勲夫人（1959年2月）〇
- 女の教室（1959年4月）〇
- 氾濫（1959年5月）〇
- 鍵（1959年6月）〇
- 海軍兵学校物語 あゝ江田島（1959年9月）〇
- 実は熟したり（1959年9月）〇
- 野火（1959年11月）〇
- 闇を横切れ（1959年12月）〇
- 旅情（1959年12月）〇
- 女経　第一話 耳を噛みたがる女（1960年1月）〇
- 流転の王妃（1960年1月）〇
- 明日から大人だ（1960年2月）〇
- 女は抵抗する（1960年3月）〇
- からっ風野郎（1960年3月）〇
- 傷ついた野獣（1960年7月）〇
- 俺の涙は甘くない（1960年7月）〇
- 足にさわった女（1960年8月）〇
- 誰よりも君を愛す（1960年9月）〇
- 顔（1960年10月）〇
- 偽大学生（1960年10月）〇
- おとうと（1960年11月）〇
- 弾痕街の友情（1960年11月）〇
- 黒い樹海（1960年12月）〇
- 手錠にかけた恋（1961年2月）〇
- お嬢さん（1961年2月）〇
- 誰よりも誰よりも君を愛す（1961年4月）〇
- 悲しき60才（1961年4月）〇
- 黒い十人の女（1961年5月）〇
- 新人生劇場（1961年5月）〇
- 若い奴らの階段（1961年12月）〇
- 江梨子（1962年3月）●
- 破戒（1962年4月）●
- 閉店時間（1962年4月）〇
- すてきな16才（1962年7月）〇
- 瘋癲老人日記（1962年10月）〇
- 私は二歳（1962年11月）〇
- 女の一生（1962年11月）〇
- 雪之丞変化（1963年1月）●
- 黒の報告書（1963年1月）〇
- 嘘（1963年3月）〇
- ぐれん隊純情派（1963年7月）〇
- 現代インチキ物語 騙し屋（1964年1月）〇
- 殺られる前に殺れ（1964年2月）〇
- 剣（1964年3月）●
- ど根性物語 銭の踊り（1964年5月）〇
- 獣の戯れ（1964年5月）〇
- 十七才の狼（1964年6月）〇
- 無茶な奴（1964年7月）〇
- 悶え（1964年10月）〇
- 黒の超特急（1964年10月）〇
- 大捜査網（1965年2月）〇
- 眠狂四郎魔性剣（1965年2月）●
- 不倫（1965年7月）〇
- あゝ零戦（1965年9月）〇
- 牝犬脱走（1965年11月）〇
- 刺青（1966年1月）●
- 銭のとれる男（1966年2月）〇
- 憂国（1966年4月） - 製作、プロダクション・マネージャー
- 野菊のごとき君なりき（1966年5月）〇
- 複雑な彼（1966年6月）〇
- 私は負けない（1966年7月）●
- 新書・忍びの者（1966年12月）●
- あの試走車を狙え（1967年1月）●
- 夜の罠（1967年1月）〇
- ラーメン大使（1967年2月）〇
- ある殺し屋（1967年4月）●
- 砂糖菓子が壊れるとき（1967年6月）〇
- 悪魔からの勲章（1967年7月）〇
- ある殺し屋の鍵（1967年12月）●
- 鉄砲伝来記（1968年5月）●
- 盲獣（1969年1月）〇
- 千羽鶴（1969年4月）〇
- 女殺し屋　牝犬（1969年6月）〇
- 喜劇　おひかえなすって！（1970年5月）●
- 女秘密調査員　唇に賭けろ（1970年6月）〇
- やくざ絶唱（1970年7月）〇
- 高校生ブルース（1970年8月）〇
- おさな妻（1970年11月）〇
- 遊び（1971年9月）〇
- 音楽（1972年11月、行動社＝ATG） - 製作・企画
- しあわせ（1974年4月、東宝映画） - 製作
- 三婆（1974年6月、東京映画） - 製作
- 動脈列島（1975年9月、東京映画） - 製作
- 大地の子守歌（1976年6月、行動社＝木村プロ） - 企画・製作
- 星と嵐（1976年10月、東京映画＝M・M・C） - 製作
- アラスカ物語（1977年1月、東京映画） - 製作
- 日本人のへそ（1977年3月、須川栄三プロ＝ATG） - 製作
- 曽根崎心中（1978年4月、行動社＝木村プロ＝ATG） - 製作
- 愛の嵐の中で（1978年4月、東京映画＝サンミュージック）- 製作
- エデンの園 Giardino dell 'Eden（1980年12月、白信商事＝オルソ・オリエンタル・コーポレ） - 企画
- 夢・夢のあと（1981年1月、東和プロ＝行動社） - 企画・製作
- 父と子（1983年1月、サンリオ） - 製作
- ビルマの竪琴（1985年7月、フジテレビジョン＝博報堂＝キネマ東京） - プロデューサー
- 想い出を売る店（1985年10月、サンリオ） - 製作
- 鹿鳴館（1986年9月、MARUGEN-FILM） - プロデューサー
- 国士無双（1986年10月、サンレニティ） - プロデューサー
- 映画女優（1987年1月、東宝映画） - プロデューサー
- 竹取物語（1987年9月、東宝映画＝フジテレビ） - プロデューサー
- つる -鶴-（1988年5月、東宝映画） - プロデューサー
- sanctuary サンクチュアリ（1995年4月、シネウェーブ） - エクゼクティブ・プロデューサー
- 虹の岬（1999年4月、東北新社） - プロデューサー
- ムルデカ17805（2001年5月、東京映像） - プロデューサー
- 春の雪（2005年、東宝） - 企画

## 出演作品
- ジョセフ・ロージー 四つの名を持つ男（1998年6月、秀作工房）

## 監修著書
- 山内由紀人; 平岡威一郎監修; 藤井浩明監修 編『三島由紀夫映画論集成』ワイズ出版、1999年12月。ISBN 978-4898300138。
- 増村保造 著、藤井浩明監修 編『映画監督 増村保造の世界――「映像のマエストロ」映画との格闘の記録1947-1986』ワイズ出版、1999年3月。ISBN 978-4898300053。 文庫版は2014年7月（上） ISBN 978-4898302781、12月（下） ISBN 978-4898302859